# 無癩県運動
無癩県運動（むらいけんうんどう）とは、1930年代から1960年代にかけて、県内からすべての癩病患者を療養所に隔離・強制収容させて、放浪患者や在宅患者を県内から一掃しようという目的で行われた日本の社会運動である。医師の光田健輔や各都道府県が主導した。官民一体となって患者を摘発し強制的に療養所へ送り込んだ他、一般市民によるハンセン病患者の監視制度でもあり、周囲に隠れ暮らしているハンセン病患者を市民が発見した場合、警察などへ通報して患者を強制収容することを奨励する運動だった。
日本のハンセン病患者の人権侵害問題で画期となった熊本地方裁判所判決 (2001年5月11日) によれば、無癩県運動は「今日にまで続くハンセン病患者に対する差別・偏見の原点があるといっても過言ではない」。

## 運動概要
山本俊一著『日本らい史』(東京大学出版会、1993年) は、無癩県運動の発端を1929年（昭和4年）としている。山本の同著によると、無癩県運動は、1929年 (昭和4年) に愛知県の方面委員 (現在の民生委員) 数十名が長島愛生園で患者の生活を視察したあと、愛知県に戻って来てから、同県からハンセン病患者を一掃しようという民間運動を始めたのが最初である。これが発端となって、以後、岡山県、山口県などへ拡大していった。これらの点に関して『日本らい史』が参照しているのは、光田健輔が『愛生』昭和14年4月号に書いた文章である。「無癩県運動」という言葉が最初に現れたのは1929年 (昭和4年) のことで、愛知県で始まった民間運動の中で使われた。しかし、この言葉が広く使用されるようになったのは1931年に制定された癩予防法以後のことである。
一方、別の説明もある。佐藤労は愛知県の方面委員が愛生園を訪問した1934年（昭和9年）を根拠に1934年に始まったとしている。ほかに山口県議会の議事録によると、1930年（昭和5年）に開始されたという説がある。ほかに、強制収容の嵐という題で1930年 (昭和5年) から在宅患者強制収容の暗黒時代が始まるとした本もある。この本によると、内務省が始めたとある。
鳥取県では、鳥取県知事を会長とする鳥取県癩予防協会を結成し、県民から寄付を集めて長島愛生園に県出身者用の寮を建設し、患者を送致した。この運動は全国に拡大し、福岡県・山口県・宮城県・富山県・岡山県・埼玉県・愛知県・三重県・沖縄県などの県が積極的だった。
佐藤労は、1931年（昭和6年）の癩予防法の施行後に、光田が十坪住宅運動と共に発案し、政府が推進、各県が同調して広まったとしている。運動の高まりにつれ、各種公共団体、学校、宗教団体なども協力した。
当初の運動が変質し始めるのは1936年 (昭和11年) 頃のことである。無癩県運動が、いかに強く「国辱論」や皇室を中心に据えたパターナリズムによる「救癩論」、当時の国家主義と結びついていたかは、1935年 (昭和10年) 6月25日の第3回癩予防デーにおいて、日比谷公会堂で清浦奎吾・癩予防協会会長が行った演説にはっきりと見ることができる。
一家に癩の患者を出しましたならば、一家親族が皆恥として始末せんければならん気になりますと同様に、国民同胞の間に斯如患者が一万五千も二万も有ると云うことは、即ち一家が一人の患者を出したならば親子兄弟親族迄恥となしてそれぞれ手当するのが如く、また国民も其の気に成って十分予防と療養と云う事に力を致さなければならん事と存じます。

是即ち文明国として誇る所の吾が、日本の汚点なからしめると云う次第でありますし、亦実に有難き、皇太后陛下のご仁慈に報い奉る所以でありまするから、どうぞ深く深く此点に吾が国家社会民人の注意を払われんことを切望して熄まない次第であります。
戦前の無癩県運動は、1941年 (昭和16年) に太平洋戦争が始まって中止されるまで徹底的に実施された。その間、内務省は各地方自治体に競わせることでハンセン病患者の強制収容を促進させた。山口県の収容者からの証言によれば、当時、ハンセン病患者を収容させると1人につき5円の報奨金が出たという。
この運動は第二次世界大戦による中断をはさんで、戦後も持続した。戦後、無癩県運動は1947年 (昭和22年) に所管が衛生部予防課に変わり、ここが無癩県運動を復活させた。戦前の無癩県運動は警察と一般市民の密告が主体だったが、戦後の無癩県運動は保健所が活動の主体となった。戦後の日本は民主的な憲法が制定されたので戦後の無癩県運動の方が人権侵害が少なかったように思いがちだが、実際にはむしろ戦後無癩県運動の方が強制隔離運動は徹底しており、国内のハンセン病患者を実質的に全て療養所に送り込んだのは戦後の無癩県運動によってのことである。

## 運動の経過

### 第一次無癩県運動

#### 発端
1931年（昭和6年）、貞明皇后からの下賜金により、渋沢栄一を会長とする「癩予防協会」が発足。また、貞明皇后の誕生日、6月25日を中心に癩予防デーを設定し、ハンセン病患者を日本から根絶する呼びかけを行って、全国的な無癩県運動を推進した。例えば真宗大谷派では、癩予防、救護慰安を目的に6月8日に大谷光明会を設立している。癩予防協会は「癩予防デー」の前後の1週間、ポスター配布、パンフレットリーフレット等配布、映画と講演の開催など集中的におこない、国民に対して癩伝染防止の方法が教えられ癩患者にたいして病毒の散布を慎み癩療養所への入所が教えられていた。この中でも映画は、きわめて有効な手段であったとされる。この癩予防デーは、1964年からは、この日を含む1週間を「ハンセン病を正しく理解する週間」として、差別や偏見のない社会を推進する目的に変わっている。無癩県運動の高まりにより、強制収容者が増加。各療養所は定員オーバーとなり、食料事情などの環境は劣悪になっていった。1936年（昭和11年）には、光田健輔が所長を務める岡山県の長島愛生園で暴動が勃発した（長島事件）。この事件には職員側も患者側も苦しんだ結果であり、患者側の意見もわかれている。光田は50名を暴動の首謀者に仕立て上げたという表現は正確さを欠く。鳥取県では、1936年4月、立田清辰が知事になり、鳥取県らい予防協会を発足させた。彼は以前熊本県警察部長であり、本妙寺らい集落についても知っていた。彼は緊縮財政のため、各方面から募金し、光田を講演に招き、愛生園に鳥取寮、ほか五つの寮を作り多数の患者を入所させた。運動が余り激しすぎて、一部の患者が脱走している。鳥取県の無癩県運動は戦後も続けられた。

#### 「小島の春」現象
ハンセン病医小川正子が1938年(昭和13年）自費出版した『小島の春』は、フローレンス・ナイチンゲールみたいな女医、悲惨な患者、感傷的な文章、などがあり大ヒットし、映画化もされ、無癩県運動を活性化した。荒井英子は『ハンセン病とキリスト教』という著書の中で「小島の春現象」という言葉を造語した。正子は僅か6年ばかり検診、収容に従事しただけである。阿部知二は、なぜ正子だけが偶像化され、美化されたのかについて、多くの人の心の中に次第に軍国主義化し非人間的になっていく時流に抵抗の念があったのだろうと述べている。ハンセン病医池尻愼一は、1940年（昭和15年）に、ハンセン病に関して著書『傷める葦』を書いてベストセラーとなり、同年中に30版を数えた。彼の著書は文部省推薦図書となる。また、新聞広告に『小島の春』後日物語とある。これも「小島の春現象」であり、無らい県運動を活性化した。

#### 本妙寺事件
1940年（昭和15年）、熊本市本妙寺周辺の患者集落を、警官や療養所の職員が襲撃し、患者157人を検挙する事件が起こり、重症患者以外は他療養所に移送された（本妙寺事件）。潮谷総一郎の『本妙寺癩窟』によると患者の多くは相愛更生会という秘密結社に入っていた。毎年5円を出して、寄附金の趣意、奉加帳を交付して貰い、定められた自分の縄張りに年2回出張して寄付を募った。また、厚生省、県知事、学務課、社会課の証明書、本妙寺の住職の感謝状を偽造した。そして北海道から台湾、朝鮮に至るまで、2名一組で寄付を強要する、やらないと、「伝染させるぞ」と居直る。人々は癩の恐怖と、いかめしい厚生省や、県知事等の証明書にたいして、金銭を出したのであった。本妙寺事件の一部はその解決のためであった。相愛更生会の一部は草津楽泉園の特別病室に入っていたが、非常な人格者もおり、秘密結社というより、自治組織と考える人もいる。本妙寺部落役員5名と相愛更生会幹部4名は特別病室に57日収容されていた。また本事件は、本妙寺と九州療養所や星塚敬愛園などの長い腐れ縁を絶つためでもあったろう。近づいてきた戦争の影響と考えた人もいた。救らい協会(MTL)の理事福田令寿は百歳近くになって作られた『百年史の証言』で「しかしとにかくあの本妙寺の部落は熊本市の一つのガンだといわれたように、いろいろ弊害があった。それを一掃してしまったんだから有難い英断ではあったと思います。」と述べている。

### 第二次無癩県運動
1947年 (昭和22年) 12月31日、内務省の廃止により、警察行政は都道府県に移り、らい予防法が成立・施行された。ハンセン病行政は以前から厚生省に移っていたが、新たに警察が自治体警察になったので、ハンセン病行政の一部は都道府県に所轄が移った。一時は、市町村にも関係したが、守秘義務の観点から、都道府県に限定した。患者の届け出も警察署長宛てから都道府県知事宛てとなった。同年11月、厚生省は各都道府県知事にあて「無らい方策実施に関する件」を通知し「らいの予防撲滅は文化国家建設途上の基本となる重要事にして今一段の努力に依って無らい国家建設の成果を挙げ得る段階にある」として無らい方策実施要領にそった施策の実現を求め、「各都道府県において既知の未収容者患者を感染の危険の大きいものから順次入所せしめる」とした。1949年（昭和24年）には、厚生省の「昭和25年度のらい予防事業について」（厚生省公衆衛生局長通達）により、予防事業を強力かつ徹底的に実施するように求められた。診断技術の向上のための講習会の実施、戦時中に中断していた一斉検診の復活、らい患者および容疑者の名簿の作成、患者の収容、および療養所退所者の指導、一時救護の徹底などが指示された。指示を受けた各都道府県では所轄保健所に「民衆の噂にある疑らい患者を調べ上げ報告する」ように指示した。また、各機関を通じて啓発にも力をいれた。診断した医師は直接都道府県知事に報告、それをらい指定医師に連絡し、その医師と都道府県の係官（秘密保持のため一定である）が入所や、家族援護に当たった。1951年（昭和26年）に発生した藤本事件では、爆破・殺人事件の犯人として逮捕された藤本松夫が、ハンセン病に罹患していたため、公判は難航したが1962年（昭和37年）、死刑に処された。
1951年（昭和26年）、山梨県において長男がハンセン病であると分かり、村八分を恐れて家族一家9人の心中事件が起こった。それ以外にも1950年（昭和25年）には熊本県、1983年（昭和58年）には香川県の各県で一家心中（含む未遂）事件など、ハンセン病患者であることで起きた悲劇的事件は多い。1958年（昭和33年）、療養所の収容人数は最高に達し、その後は減少に転じた。

### 併合した土地での無癩県運動
日本が併合した地域でも、隔離政策が行われ、無癩県運動ごときもの(県とはいわないが）が行われていた。特に台湾では楽生園長上川豊が無癩報告運動、無癩州運動を推進した。人口1万人当たり、本土では2.1人、朝鮮では5.6人であるのに対し、台湾は1.4人であることで台湾での取り締まりが緩んでいるのではないかと考えた。しかし、1943年（昭和18年）末でも、楽生園の入所者は653人(定員700人）にとどまっていた。

### 沖縄県における無癩県運動類似運動
無癩県運動と厳密には異なるが、沖縄県において、アジア太平洋戦争末期に、ハンセン病患者を強制収容したことがある。これは軍部の命令で、ハンセン病患者が沖縄防衛に著しい害をもたらすため、昭和19年（1944年）に沖縄本島と宮古島でおこなわれた。

### 無癩県運動の終焉
各県における患者の収容人数は着実に減少してきた。また、ハンセン病に対しては、プロミンやタプソンによる薬物療法による根治が可能となった為に、運動は終焉した。

## 無癩県運動に関係した種々の団体、個人
運動に協力した人々は個人レベルのものがあるが、団体で協力した場合もある。本来の仕事上協力した人もいる。

### 都道府県

#### 1955年現在の都道府県のらい予防事業機構
- 都道府県の衛生部を中心に;上部機構　厚生省、公衆衛生局、結核予防課
  - 連絡として　厚生省、医務局、国立療養所課
  - 横に連絡として、国立らい療養所(診断、入所勧告）
  - 下部に　開業・医学校・医師　（診断、都道府県に届け出、患者に入所勧告）
  - 別に　私立らい療養所（都道府県は補助監査、患者入所）
  - 患者(診断、入所、検診、入所勧告、命令、収容、など、都道府県は直接、間接に関わるが、特に収容は都道府県が直接関わった。即ち、昭和28年のらい予防法で決められたらい指定医と都道府県の職員が収容した。
- 県の担当には、当然であるが守秘義務が課せられていた。

### 財団法人らい予防協会：藤楓協会
らい予防協会は、1931年 (昭和6年) に内務大臣安達謙蔵、渋沢栄一が設立した財団法人である。1931年1月21日、内相官邸で財界人を集め癩予防協会の発起人会が開かれ発足した。財団としての正式認可は同年3月18日である。癩予防協会は、癩予防の啓もう、調査研究の助成、癩患者扶助、「未感染児童」保護、患者相談所の設置、収容患者訪問、癩予防事業従事者の奨励などの活動を行った。
見た目は民間の財団法人であるが、事務所が内務省衛生局におかれていたことからわかるように実際には内務省の外郭団体である。実質的には同協会は内務省による癩行政の補助機関であり、ハンセン病患者の絶対隔離政策促進のための宣伝活動を主要業務とした。事実、副会頭・理事長には内務次官、常務理事には衛生局長と予防課長、理事に社会局社会部長というように、内務官僚が要職を占めている。会頭には清浦奎吾元首相がついた。
財団の発足にあたっては、第59回帝国議会貴族院衛生組合法案特別委員会で癩予防法案が審議されていた際に、「癩予防協会」が内務官僚の天下り機関になるのではないかとの懸念が示されていた。その際、衛生局長は、協会が民間団体であることを強調し弁明につとめたが、結局出来上がったのは内務省の外郭団体であった。財団の基金は、貞明皇后の下賜金と、会費、財界からの寄付と国庫補助金からなっていた。
同協会の中心活動の1つは「癩予防週間」による宣伝活動で、貞明皇后の誕生日である6月25日を中心として行われた。もう1つの大きな活動は出版物による宣伝で、内務省衛生局の「癩の話」の再編集本の発行を皮切りに、以後『国から癩をなくしませう』『癩伝染の経路』『癩予防施設概観 (昭和十年)』『同 (昭和十二年)』『療養の手びき』『癩の解説』『本妙寺の癩部落解消の詳報 資料 ㈣』『癩の根本対策』など多数の小冊子を発行した。
1951年 (昭和26年) に貞明皇后死去後、遺金の一部を基金とし1952年 (昭和27年) に藤楓協会へ改組された。また、それまで「癩予防週間」と名付けられていた宣伝活動は、1964年からは「ハンセン病を正しく理解する週間」に名称変更された。この時代になると、さすがに「癩」という言葉は差別的であるとみなされるようになったのが原因とみられている。
その後、藤楓協会は2003年から「財団法人ふれあい福祉協会」(のち、社会福祉法人)と改称されている。
また、「ハンセン病を正しく理解する週間」は、厚生労働省との交渉の中で統一交渉団の要求に基づき廃止され、6月22日 (ハンセン病補償法が制定された日) を「らい予防法による被害者の名誉回復及び追悼の日」と定めて厚労省主催によって2009年から開かれている。

### 県のらい予防協会,その他
- 各県のらい予防協会も種々の運動を主催、協力した。済生会、結核予防協会、女学校その他。山口県の学校として、萩高等女学校、徳山高等女学校、柳井中学校、周南家庭実科高等女学校、深川高等女学校、下松高等女学校、久賀高等女学校、宇部商業学校、久賀小学校の名がある。[32]

### 方面委員
- 方面委員 とは、1918年 (大正7年)に創立された民間人を主体とする相互扶助組織。昭和3年には全府県におかれた。無癩県運動に関しては、一部の県で、10坪住宅運動に対して募金活動をくりひろげた。方面委員制度は1946年(昭和21年）に廃止され、民生委員になったが、民生委員は地域の情報が集まることから、守秘義務の観点上、ハンセン病に関しては取り扱わないこととなった。

### 愛国婦人会
- 1901年 (明治34年）創立。軍事援助を目的とした団体であるが、10坪住宅運動に対して募金活動をした。

### 宗教団体など
- いくつかの宗教団体も協力した。
- 1925年賀川豊彦を中心に、キリスト教信者による日本MTL(Mission to Lepers)が開始され、その後無癩県運動に参加した[注 8]。
- 三井財閥が設立した「三井報恩会」も参加した。1934年3月27日設立。なお会そのものは現在も存続している。

#### 真宗
1931年（昭和6年）、真宗大谷派は「光明会」を設立し、無癩県運動に参加した。1998年（平成10年）10月1日に、真宗大谷派ハンセン病に関する懇談会編による差別と人権に関する学習資料集「ハンセン病と真宗」には、昭和6年の真宗誌5編、愛生誌1編など、当時の資料を含み、らい予防法違憲国家賠償訴訟判決後ではあるが、真摯な無癩県運動に対する自己批判を述べている。なお光明会の総裁は大谷智子（おおたに さとこ 1906年 - 1989年）で、香淳皇后の妹。東本願寺第24世法主・大谷光暢の妻。東本願寺裏方である。

### 新聞社
新聞社も無癩県運動を報道し、宣伝した。無癩県運動を府県同士の対抗戦として報道した新聞社もあった。世間の風評が圧力となり、行商してあるく売薬業者の情報が利用されたともいわれる。

### 医師
講演など、医師で大いに協力している氏名に、山口県の場合は、山口県出身の光田健輔をはじめ、神宮良一、内田守、田尻敢、早田皓、など光田直系の医師の名前が挙がっている。杉山博昭の山口県におけるハンセン病対策の展開は、これらの医師の報告も詳しい。鳥取県の場合は、光田健輔や林文雄が講演しているが、他に愛生園の医官、神宮良一、内田守、が参加していた。彼らは県内の小学校、工場等の巡回をしていた。

## 無癩県運動の影響
患者、家族、親族などに対する影響としては、日常生活、教育、学校教育、スティグマ (ハンセン病)、偏見、差別、結婚、村八分などがある。

## 1954,55年及び1940年のデータ
無癩県運動の推移を示すために1940年末の未収容患者数と、1955年年頭ー年末の未収容患者数を示す。
| 都道府県 | 1954年12月未収容患者数 | 本年中患者増加数 | 減少数    | 1955年末未収容患者数 | 1940年年末の未収容患者数 |
| -------- | ---------------------- | ---------------- | --------- | -------------------- | ------------------------ |
| 北海道   | 5                      | 7                | 6         | 6                    | 23                       |
| 青森県   | 31                     | 4                | 8         | 27                   | 220                      |
| 岩手県   | 42                     | 3                | 12        | 33                   | 66                       |
| 宮城県   | 18                     | 7                | 6         | 19                   | 7                        |
| 秋田県   | 43                     | 6                | 5         | 44                   | 119                      |
| 山形県   | 23                     | 5                | 13        | 15                   | 63                       |
| 福島県   | 17                     | 7                | 8         | 16                   | 80                       |
| 茨城県   | 4                      | 8                | 11        | 1                    | 53                       |
| 栃木県   | 14                     | 2                | 14        | 2                    | 63                       |
| 群馬県   | 2                      | 7                | 5         | 4                    | 393                      |
| 埼玉県   | 5                      | 9                | 11        | 2                    | 19                       |
| 千葉県   | 15                     | 2                | 12        | 5                    | 14                       |
| 東京都   | 9                      | 29               | 29        | 9                    | 112                      |
| 神奈川県 | 0                      | 11               | 9         | 2                    | 50                       |
| 新潟県   | 16                     | 1                | 5         | 12                   | 53                       |
| 富山県   | 7                      | 4                | 6         | 5                    | 22                       |
| 石川県   | 14                     | 2                | 4         | 12                   | 41                       |
| 福井県   | 16                     | 9                | 9         | 16                   | 50                       |
| 山梨県   | 3                      | 5                | 6         | 2                    | 39                       |
| 長野県   | 1                      | 2                | 1         | 2                    | 54                       |
| 岐阜県   | 27                     | 6                | 6         | 27                   | 161                      |
| 静岡県   | 7                      | 13               | 15        | 5                    | 120                      |
| 愛知県   | 87                     | 26               | 49        | 65                   | 356                      |
| 三重県   | 73                     | 25               | 35        | 63                   | 106                      |
| 滋賀県   | 9                      | 8                | 7         | 10                   | 86                       |
| 京都府   | 29                     | 14               | 12        | 31                   | 64                       |
| 大阪府   | 78                     | 38               | 33        | 83                   | 337                      |
| 兵庫県   | 92                     | 27               | 42        | 77                   | 242                      |
| 奈良県   | 8                      | 12               | 12        | 8                    | 67                       |
| 和歌山県 | 13                     | 3                | 7         | 9                    | 91                       |
| 鳥取県   | 22                     | 2                | 7         | 17                   | 41                       |
| 島根県   | 18                     | 5                | 6         | 17                   | 96                       |
| 岡山県   | 16                     | 5                | 7         | 14                   | 32                       |
| 広島県   | 26                     | 11               | 9         | 28                   | 58                       |
| 山口県   | 12                     | 10               | 12        | 10                   | 10                       |
| 徳島県   | 30                     | 8                | 8         | 30                   | 77                       |
| 香川県   | 15                     | 8                | 10        | 13                   | 121                      |
| 愛媛県   | 13                     | 18               | 17        | 14                   | 84                       |
| 高知県   | 6                      | 23               | 15        | 14                   | 175                      |
| 福岡県   | 19                     | 23               | 24        | 18                   | 97                       |
| 佐賀県   | 7                      | 8                | 8         | 7                    | 90                       |
| 長崎県   | 62                     | 14               | 38        | 38                   | 172                      |
| 熊本県   | 121                    | 26               | 53        | 94                   | 629                      |
| 大分県   | 46                     | 8                | 14        | 40                   | 114                      |
| 宮崎県   | 50                     | 11               | 22        | 39                   | 278                      |
| 鹿児島県 | 195                    | 18               | 105       | 108                  | 567                      |
| 沖縄県   | ?(未復帰)              | ?(未復帰)        | ?(未復帰) | ?(未復帰)            | 761                      |
| 合計     | 1,366                  | 500              | 753       | 1,113                | 6573                     |

## 謝罪声明

### 各県知事の謝罪訪問
- 2001年（平成13年）5月11日に出された、熊本地方裁判所におけるらい予防法違憲国家賠償訴訟判決及び日本国政府声明を受けて、都道府県知事は国立ハンセン病療養所を訪問し、入所者に無癩県運動に対する謝罪をした。
  - 例えば、国立療養所長島愛生園へは、平成13年6月11日に岡山県知事石井正弘、翌12日には鳥取県知事片山善博[11]、そして16日には山口県知事二井関成、広島県知事藤田雄山、愛媛県知事加戸守行が訪れ、謝罪した[41]。
  - 国立療養所菊池恵楓園では、6月19日に熊本県知事潮谷義子、20日に佐賀県知事井本勇、22日に大分県知事平松守彦、25日に長崎県知事金子原二郎、7月9日に福岡県知事麻生渡が謝罪に訪れた。宮崎県と鹿児島県は副知事が訪れた[42]。
  - 沖縄県においては、7月に沖縄愛楽園と宮古南静園を沖縄県知事稲嶺惠一が、かつての無癩県運動の非を詫びた。

### 注
1. ↑  1997年には増補版が出版されている。
2. ↑  ハンセン病国賠訴訟熊本地裁判決の判決文や熊本日日新聞社編『検証・ハンセン病史』、『ハンセン病問題に関する検証会議　最終報告書』(2005年) などは、無癩県運動に関する基本的な事実関係について、山本俊一著『日本らい史』によっている。
3. ↑  愛知県には、無癩県運動の資料が残されている[5]。
4. ↑  熊本県では戦後の方が盛んであった。熊本の無癩県運動については、2011年（平成23年）現在、熊本県により検討が重ねられている。[要出典]
5. ↑  太平洋戦争前の無癩県運動は、患者の収容等に関して警察部衛生課が扱っていた。戦前の警察の管轄は戦後とは異なり、その範囲は広大で、公衆衛生部門も扱っていた。
6. ↑  『ハンセン病と真宗』　p83、p65には、内務大臣や光田の動静、宮内省の動きなどが詳しく記載されている。
7. ↑  大阪皮膚病研究会のあゆみ　1929-2003 大阪皮膚病研究会史刊行委員会　2003 p104 に、以前の大阪府警察署長殿と印刷してある所を兵庫県知事殿と書きなおした診断書がでている昭和25年5月19日付けである。
8. ↑  当初、賀川は、イエス・キリストの癩を清めよという命令を謹んでこの運動を進めたいと言っていたが、その後MTLは日本中のハンセン病患者をすべて隔離し、ハンセン病患者のいない日本を日本人自身の手で建設することであり、その理想は「民俗浄化」という言葉で表現された、とある。『戦争とハンセン病』　藤野豊　p120 吉川弘文館　2010, ISBN 978-4-642-05687-8
9. ↑  日本のらいについて Leprosy in Japan 1955, 藤楓協会　このデータは、一部をまとめて出した。即ち増加と減少は、細別してあるが、意味がよくわからないので、増加と減少にした。また、「鳥取県無らい県運動」による、1940年末の未収容者数を追加した
10. ↑  熊本県におけるらいの趨勢　熊本県衛生部長　蟻田重雄　1955年3月　近現代日本ハンセンビョウ問題資料集成　第4巻　不二出版。この本に警察から移管された時は推定450名、昭和24,25年に一斉検診し昭和26年27年約250名を菊池恵楓園に入所させ、現在は未収容137名としている